# Inhalation Toxicology
Inhalation Toxicology, abgekürzt Inhal. Toxicol., ist eine wissenschaftliche Peer-Review Zeitschrift, die vom Taylor & Francis-Verlag veröffentlicht wird. Die erste Ausgabe erschien 1989. Derzeit werden 14 Ausgaben im Jahr veröffentlicht.
Die Zeitschrift beschäftigt sich mit Fragen der Auswirkungen auf die Atemwege und die Effekte von inhalierten Substanzen auf den Organismus.
Der Impact Factor der Zeitschrift lag im Jahr 2018 bei 1,730.